# アルヴィド・ゼイボト
アルヴィド・ゼイボト（Арвид Янович Зейбот）は、ソ連共産党の指導者、ロシア内戦時代の赤軍諜報部（GRUの前身）の指導者。ラトビア人。リガ出身。グラント（Грант）の偽名を有した。

## 経歴
ペトログラード大学物理・数学部で学ぶ。1916年から地下活動。二月革命後、リガ会議代議員に選出。ドイツ占領時代に逮捕され、ブレスト和平条約締結後に釈放された。1918年からリガに在住。
1919年から赤軍の党業務。1920年から共和国革命軍事会議野戦本部登録局（情報局）長補佐官となり、局長職を一時代行。1921年、軍事諜報機関の統合が行われる。1922年から1924年まで、労農赤軍本部情報課長/軍事委員。
1926年まで、駐ハルビン・ソ連領事、後に総領事。帰国後、ソ連労農監察人民委員部、ソビエト連邦人民委員会議で働く。1928年から、ソ連人民委員会議副議長ヤン・ルズタークの補佐官。